# Moby Blu
Le Moby Blu est un ferry construit en 1964 par les chantiers I.C.H. Holland, Werf Gusto Yard de Schiedam. Lancé le 29 janvier 1965, il est mis en service en mai 1965 par la compagnie Townsend European Ferries sous le nom de Free Enterprise II. En 1982, il est vendu à la NAVARMA Lines qui le renomme Moby Blu et l′utilise jusqu'en 2001, avant de le vendre à la casse en novembre 2003.

## Histoire

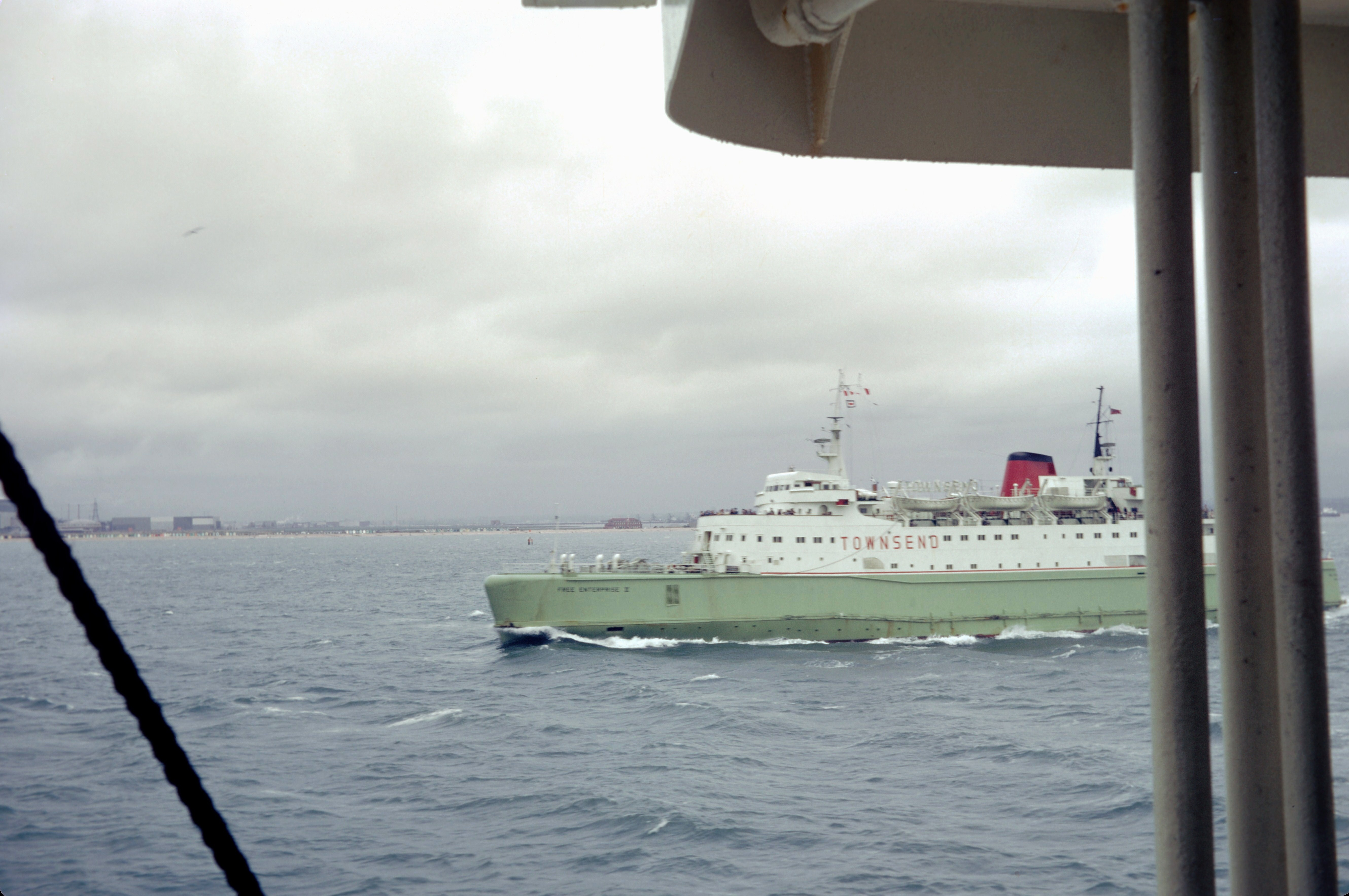
Le Free Enterprise II en 1981

Le Free Enterprise II est un ferry construit en 1964 par les chantiers I.C.H. Holland, Werf Gusto Yard de Schiedam. Lancé le 29 janvier 1965, il est mis en service en mai 1965 par la compagnie Townsend European Ferries. Selon les années, il effectue la liaison Douvres ↔ Zeebruges ou Douvres ↔ Calais.
En 1968, la compagnie Townsend European Ferries fusionne avec la compagnie norvégienne Otto Thoresen, devenant la Townsend Thoresen. Cette fusion ne change rien pour le navire jusqu′à 1970. À partir de cette année et jusqu′en 1974 puis de 1977 à 1979, il est utilisé en été sur la ligne Southampton ↔ Cherbourg.
En mai et juin 1980 ainsi qu′en juin et juillet 1981, le navire est affrété par la compagnie Sealink (en), qui l′utilise sur la liaison Weymouth ↔ Jersey ↔ Guernesey.
En septembre 1981, le Free Enterprise II est désarmé au Havre, puis à Southampton à partir d′avril 1982. En octobre 1982, il est vendu à la compagnie italienne NAVARMA Lines qui en fait son navire amiral sous le nom de Moby Blu. Il est mis en service entre Livourne et Bastia et devient le premier ferry de la Moby Lines à arborer le logo de la compagnie, une baleine bleue, sur ses flancs. 
En 1992, il est affecté à la ligne Porto Santo Stefano ↔ Bastia, puis à la ligne Piombino ↔ Portoferraio en 1997. Il reste en service sur cette ligne jusqu′en juillet 2001, lorsqu′il est désarmé à Cagliari. En novembre 2003, il est vendu à un chantier de démolition indien et est renommé Moby B. Il est échoué sur la plage d′Alang le 15 décembre 2003.

## Sources
- (sv) L′histoire du Moby Blu sur faktaomfartyg.se